# Aneilema petersii
Aneilema petersii là một loài thực vật có hoa trong họ Commelinaceae. Loài này được (Hassk.) C.B.Clarke mô tả khoa học đầu tiên năm 1881.